# 中美洲危機
中美洲危機开始于20世纪70年代，中美洲多国爆发内战和共产主义革命。在1980年代，该地区成为美国外交政策的头号热點地区。美国担心如果在这些地区亲苏政权上台，会将南美洲与美国分离。因此美国在美洲扶植一些傀儡政府，这些傀儡政府只为其自身精英阶层攫取利益，忽视了农民和工人的诉求。
1960-1970年代拉丁美洲的经济格局出现变化，英美在拉丁美洲地区拥有政治和经济利益，仅靠农产品出口已无法满足新体制的需求，而更需要内部发展，需要区域共同市场、银行资本、利率、税收以及以牺牲劳动力和农民阶级为代价的不断增长的资本体系。中美洲危机是拉丁美洲社会中最边缘群体对不公正的土地分配，强迫劳动和不公正政治代表的反应。

## 尼加拉瓜
1979年桑地诺民族解放阵线推翻了索摩查家族长达46年的独裁统治，为了提防古巴对尼加拉瓜革命的支持，美国在尼加拉瓜扶植了反左派武装以反对桑地诺的统治。

## 萨尔瓦多
萨尔瓦多军政府与法拉本多·马蒂民族解放阵线产生武装冲突，后者是一个由多个左翼民兵组织组成的联盟，在1970年代，二者的冲突愈演愈烈。美国援助萨尔瓦多军政府，在十年内向他们提供了40亿美元同时帮助训练军官和提供武器。以色列在1970-1976年间也大力支持政府军。内战一直延续到1990年代，造成75000-90000人员伤亡。

## 危地马拉
瓜地馬拉革命 1944—1954年
瓜地馬拉政變 1954年
瓜地馬拉內戰 1960年—1996年

## 洪都拉斯
宏都拉斯動盪時期 1919年—1924年
費雷拉將軍起義 1925年
宏都拉斯總罷工 1954年
宏都拉斯第一次政變 1955年
宏都拉斯第二次政變 1963年
足球戰爭 1969年
宏都拉斯第三次政變 1971年
宏都拉斯第四次政變 1975年
宏都拉斯第五次政變 1978年

## 哥斯大黎加
哥斯大黎加內戰 1948年

## 美国的反应
- 兀鹰行动
- 里根主义

## 腳註
1. ↑  Weeks 1986.